# Broadway (Caroline du Nord)
Pour les articles homonymes, voir Broadway (homonymie).
Broadway est une ville américaine située dans les comtés de Lee et de Harnett dans l'État de Caroline du Nord. En 2010, sa population était de 1 229 habitants.

## Démographie
| 1910 | 1920 | 1930 | 1940 | 1950 | 1960 |
| ---- | ---- | ---- | ---- | ---- | ---- |
| 149  | 250  | 347  | 338  | 469  | 466  |

| 1970 | 1980 | 1990 | 2000  | 2010  | - |
| ---- | ---- | ---- | ----- | ----- | - |
| 694  | 908  | 973  | 1 015 | 1 229 | - |

## Source de la traduction
- (en) Cet article est partiellement ou en totalité issu de l’article de Wikipédia en anglais intitulé « Broadway, North Carolina » (voir la liste des auteurs).